# Thunderbolts*
Thunderbolts*. – amerykański fantastycznonaukowy film akcji z 2025 roku, nawiązujący do komiksów o tytułowych antybohaterach wydawnictwa Marvel Comics. Reżyserem filmu jest Jake Schreier, a scenarzystami: Eric Pearson, Lee Sung Jin i Joanna Calo. W głównych rolach występują: Florence Pugh, Sebastian Stan, David Harbour, Julia Louis-Dreyfus, Wyatt Russell, Olga Kurylenko, Hannah John-Kamen i Lewis Pullman.
Thunderbolts* wchodzi w skład V Fazy Filmowego Uniwersum Marvela. Jest to trzydziesty szósty film należącym do tej franczyzy, który stanowi część jej drugiego rozdziału zatytułowanego Saga Multiwersum. Thunderbolts* zadebiutował w Stanach Zjednoczonych 2 maja 2025 roku.

## Obsada
- Florence Pugh jako Jelena Biełowa / Czarna Wdowa, zabójczyni i szpieg szkolona w radzieckim programie Red Room[3].
- Sebastian Stan jako James „Bucky” Barnes / Zimowy Żołnierz, były zabójca Hydry. Walczył w II wojnie światowej u boku swego przyjaciela Steve’a Rogersa, lecz po jednej z akcji został uznany za zmarłego. Został jednak poddany ulepszeniom i praniu mózgu przez Hydrę i przeszkolony na zabójcę. Z podatności na hipnozę wyleczono go ostatecznie w Wakandzie[3].
- David Harbour jako Aleksiej Szostakow / Red Guardian, superżołnierz, który miał być rosyjskim odpowiednikiem Kapitana Ameryki[3].
- Julia Louis-Dreyfus jako hrabina Valentina Allegra de Fontaine, dyrektor CIA, która współpracuje z Walkerem i Belovą[3].
- Wyatt Russell(inne języki) jako John Walker, żołnierz który miał być kolejnym po Stevie Rogersie Kapitanem Ameryka, lecz został pozbawiony tytułu i zaczął działać jako U.S. Agent[3].
- Olga Kurylenko jako Antonia Drejkow / Taskmaster, córka Wiktora Drejkowa, która została poddana eksperymentom przez ojca. Potrafi naśladować styl walki przeciwnika, między innymi: Kapitana Ameryki, Czarnej Pantery i Czarnej Wdowy[3].
- Hannah John-Kamen jako Ava Starr / Duch, kobieta mogąca przenikać przez ściany i inne obiekty materialne[3].
- Lewis Pullman jako Bob / Sentry / Void, pozornie zwykły człowiek, u którego ujawniają się dwa przeciwstawne alter ego, obdarzone niezwykle potężnymi zdolnościami[4][5].
- Geraldine Viswanathan jako asystentka de Fontaine[4].

## Produkcja

### Rozwój projektu

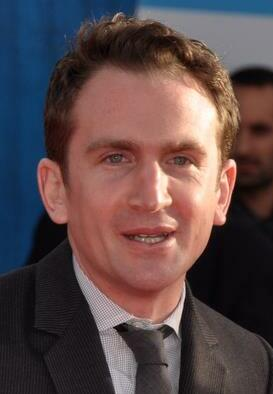
Jake Schreier, reżyser filmu

W lipcu 2014 roku James Gunn (ur. 1966) wyjawił, że w trakcie produkcji Strażników Galaktyki (2014) rozmawiał z Kevinem Feigem na temat produkcji filmu na podstawie komiksów o Thunderbolts. W 2021 roku Gunn poinformował, że nie jest już zainteresowany reżyserią tego projektu po tym, jak zrobił Legion samobójców: The Suicide Squad (2021) na podstawie podobnego komiksu DC Comics. Spekulacje na temat produkcji o Thunderbolts rozpoczęły się w momencie, kiedy ujawniono, że Daniel Brühl powtórzy swoją rolę Helmuta Zemo w serialu Falcon i Zimowy Żołnierz (2021). Malcolm Spellman, główny scenarzysta serialu i Nate Moore, jeden z producentów wykonawczych, ujawnili, że nie było planów na przedstawienie Thunderbolts w serialu.
W czerwcu 2022 roku poinformowano, że Jake Schreier wyreżyseruje film na podstawie scenariusza Erica Pearsona. Film Thunderbolts został oficjalnie zapowiedziany w lipcu podczas San Diego Comic-Conu, a jego amerykańska premiera została zaplanowana na 26 lipca 2024 roku. Ma on wchodzić w skład V Fazy Filmowego Uniwersum Marvela i stanowić drugi rozdział tej franczyzy zatytułowany Saga Multiwersum. W marcu 2023 roku poinformowano, że Lee Sung Jin został poproszony o poprawki w scenariuszu. W czerwcu podjęto decyzję o przesunięciu daty premiery filmu na grudzień 2024 roku wskutek trwającego strajku scenarzystów w Stanach Zjednoczonych. W listopadzie po zakończeniu strajków scenarzystów i aktorów w Stanach Zjednoczonych zadecydowano o ponownym opóźnieniu premiery filmu na lipiec 2025 roku.
W lutym 2024 roku poinformowano o kolejnej zmianie daty premiery na maj 2025 roku. W tym samym miesiącu ujawniono, że Joanna Calo również pracowała nad scenariuszem. W marcu ujawniono nowe logo filmu, gdzie w tytule pojawiła się gwiazdka. Miesiąc później Feige potwierdził, że jest ona częścią tytułu oraz wyjawił, że jej znaczenie będzie jasne po wydaniu filmu.

### Casting
We wrześniu 2022 roku poinformowano, że główne role w filmie zagrają: Florence Pugh jako Jelena Biełowa / Czarna Wdowa, Sebastian Stan jako Bucky Barnes / Zimowy Żołnierz, David Harbour jako Aleksiej Szostakow / Red Guardian, Julia Louis-Dreyfus jako Valentina Allegra de Fontaine, Wyatt Russell jako John Walker / Agent USA, Olga Kurylenko jako Antonia Dreykov / Taskmaster i Hannah John-Kamen jako Ava Starr / Duch. W październiku poinformowano, że Harrison Ford został obsadzony jako Thaddeus Ross. Ford zastąpi w tej roli zmarłego w 2022 roku Williama Hurta.
W styczniu 2023 roku Ayo Edebiri dołączyła do obsady filmu, a w następnym miesiącu – Steven Yeun. W listopadzie ujawniono, że Yeun zagra Sentry’ego. W styczniu 2024 roku poinformowano, że Edebiri i Yeun zrezygnowali z pracy nad filmem wskutek zmian w harmonogramie produkcji i wyjawiono, że Edebiri zastąpiła Geraldine Viswanathan, a Sentry’ego zagra Lewis Pullman. W tym samym miesiącu ujawniono, że Rachel Weisz i Laurence Fishburne powrócą jako Melina Vostokoff i Bill Foster.

### Scenografia i kostiumy
W kwietniu 2023 roku poinformowano, że Grace Yun będzie odpowiadać za scenografię do filmu. Sanja Milkovic Hays została zatrudniona do zaprojektowania kostiumów.

### Zdjęcia i postprodukcja
Rozpoczęcie zdjęć zostało zaplanowane na połowę czerwca 2023 roku w Atlancie i miały się one zakończyć po sześciu miesiącach. W maju poinformowano, że Steve Yedlin ma odpowiadać za zdjęcia. W tym samym miesiącu zdjęcia zostały opóźnione wskutek strajku scenarzystów i planowanym strajku aktorów w Stanach Zjednoczonych.
Zdjęcia do filmu rozpoczęły się 26 lutego 2024 roku w Trilith Studios i Atlanta Metro Studios w Atlancie pod roboczym tytułem Oops All Berries. Andrew Droz Palermo zastąpił Yedlina na stanowisku operatora zdjęć. Realizacja zdjęć zaplanowana została w hrabstwach Emery i Grand w stanie Utah.
W kwietniu 2023 roku ujawniono, że za montaż odpowiadać będzie Harry Yoon. Ponadto montażem zajmie się Angela M. Catanzaro.

## Wydanie
Amerykańska premiera filmu Thunderbolts* odbyła się 2 maja 2025 roku. Początkowo premiera została zaplanowana na 26 lipca 2024 roku, a później była przesunięta na: 20 grudnia 2024, 25 lipca i 2 maja 2025 roku.
Jego uroczysta premiera odbyła się 22 kwietnia 2025 w kinie przy Leicester Square w Londynie.

## Odbiór
Film spotkał się z pozytywną reakcją krytyków. W serwisie Rotten Tomatoes 88% z 257 recenzji filmu uznano za pozytywne. Na portalu Metacritic średnia ocen z 52 recenzji wyniosła 68 punktów na 100.